# Piknik
Piknik je oblik zabave i uživanja u hrani na otvorenom prostoru.
Ljudi i mještani pozvani (podatci su iz početka 20. stoljeća, prije rata 1914. – 1918.)   na piknik bili bi na izletima u svojoj bližoj okolici. Vozili su se kočijom ili automobilom, a za piknik obično bi ponijeli nešto hrane i pića. Na raskošnim piknicima ljudi bi goste ponudili pomno izabranom hranom, vinom te likerom. Mladi ljudi uglavnom su išli na manje piknike, u kojem su najčešće uživali u pečenom krumpiru, kukuruzu i jabukama. Predstavnici srednjih i nižih društvenih slojeva na piknike često su išli pješice ili biciklom. Piknik se u današnje vrijeme obično održava tijekom nedjeljnog poslijepodneva i u vrijeme blagdana. Također, danas se često, tijekom piknika, jede hrana pripravljena na žaru. Piknici su, u ljudi, obično ljepši za vrijeme vedrog, toplog dana.  

## Mjesto održavanja piknika
Dakako, veoma je bitno koje će mjesto za piknik sudionici izabrati. Obično je to neka zaravan blizu vodenog toka, okružena šumom, gdje se istovremeno može prepustiti blagorodnom utjecaju sunčevih zraka, ali i skloniti se u sjenu stoljetnih stabala.  Za uspješan piknik nužna je glazba, te u novije vrijeme pikničari ponesu kakav kasetofon ili glazbalo, te se uz disketne tonove prepuštaju meditaciji ili kojekakvim inim aktivnostima.

## Šport tijekom piknika
Kako u blizini mjesta održavanja piknika u većini slučajeva nema uređenih športskih terena, narečeni pikničari se većma odlučuju za odbojku ili badminton, dakle odlučuju se za športove koji ne zahtijevaju posebne uvjete, već se mogu prakticirati praktično svugdje.